# Ofirova cena
Ofirova cena (hebrejsky: פרס אופיר, anglicky: Ophir Award) je nejvýznamnější izraelská filmová cena pojmenovaná po herci Šajke Ofirovi, která byla poprvé udělena v roce 1982. Ceny uděluje Izraelská filmová a televizní akademie.
První udílení Cen izraelské akademie se konalo v roce 1982 a cenu získal režisér Šimon Dotam za film Repeat Dive, a od roku 1990 je cena udílena každoročně v Telavivském centru pro herecké umění (Tel Aviv Performing Arts Center). Výherce Ofirovy ceny následně reprezentuje Izrael na udílení Cen Akademie (ceny Oscar), mezi výjimky patřily filmy Aviva My Love a The Band's Visit.
Nejvyšší počet Ofirových cen vyhraných jediným filmem byl 11 a získal je film Nina's Tragedies. Vysoký počet Ofirových cen získal také Assi Dajan, k roku 2009 celkem 8, a je doposud jedinou osobou, která vyhrála jako režisér, scenárista a herec.

## Přehled kategorií
- Nejlepší film (hebrejsky: הסרט הטוב ביותר)
- Nejlepší režisér (hebrejsky: הבמאי הטוב ביותר)
- Nejlepší herec (hebrejsky: השחקן הראשי הטוב ביותר)
- Nejlepší herečka (hebrejsky: השחקנית הראשית הטובה ביותר)
- Nejlepší herec ve vedlejší roli (hebrejsky: שחקן המשנה הטוב ביותר)
- Nejlepší herečka ve vedlejší roli (hebrejsky: שחקנית המשנה הטובה ביותר)
- Nejlepší původní scénář (hebrejsky: התסריט המקורי הטוב ביותר)
- Nejlepší výprava (hebrejsky: העיצוב האמנותי הטוב ביותר)
- Nejlepší kostýmy (hebrejsky: עיצוב התלבושות הטוב ביותר)
- Nejlepší masky (hebrejsky: האיפור הטוב ביותר)
- Nejlepší kamera (hebrejsky: הצילום הטוב ביותר)
- Nejlepší původní hudba (hebrejsky: המוזיקה המקורית הטובה ביותר)
- Nejlepší soundtrack (hebrejsky: הפסקול הטוב ביותר)
- Nejlepší dokumentární film (hebrejsky: הסרט התיעודי הטוב ביותר)
- Nejlepší casting (hebrejsky: הליהוק הטוב ביותר)
- Nejlepší krátký film (hebrejsky:  הסרט התיעודי הקצר הטוב ביותר)
- Ofirova cena za celoživotní dílo (hebrejsky: פרס על מפעל חיים)

## Seznam oceněných v kategorii Nejlepší film
- 1990: The Lookout (Shuroo)
- 1991: Me'ever layam
- 1992: Život podle Agfy
- 1993: Nikmato Shel Itzik Finkelstein
- 1994: Sh'Chur
- 1995: Lovesick on Nana Street
- 1996: Svatá Klára
- 1997: Afula Express
- 1998: Circus Palestine
- 1999: Jana a její přátelé
- 2000: Ha-Hesder
- 2001: Pozdní sňatek
- 2002: Knafayim Shvurot
- 2003: Tragedie Niny
- 2004: Táborový oheň
- 2005: Eize makom nifla
- 2006: Aviva Ahuvati a Sladký kal
- 2007: Kapela přijela
- 2008: Valčík s Bašírem
- 2009: Adžami
- 2010: Le voyage du directeur des ressources humaines
- 2011: Poznámka pod čarou
- 2012: Vyplnit prázdnotu
- 2013: Beit-Lehem
- 2014: Gett
- 2015: Baba Joon
- 2016: Sufat chol
- 2017: Foxtrot
- 2018: Cukrář
- 2019: Incitement (festivalový název: Anatomie atentátu)
- 2020: Asia
- 2021: Let There Be Morning (festivalový název: A bylo jitro)
- 2022: Cinema Sabaya[1] (festivalový název: Kino Sabaja)
- 2023: Seven Blessings[2] (festivalový název: Sedm požehnání)
- 2024: Come Closer